# Робово
Вижте пояснителната страница за други значения на Робово.
Робово е село в Югоизточна България. То се намира в община Тунджа, област Ямбол.

## География
Село Робово се намира близо до село Сламино, на 28 км от Ямбол и на 82 км от Бургас. Преобладават плодородни земи от чернозем – смолници. Районът е благоприястващ за пчеларство.

## Религии
Християнство.

## Други
Цялото село е с асфалтова настилка, има изградена водопроводна система. На територията му се намират два язовира в близост до широколистна и иглолистна гора, в който се отглеждат шаран, толстолоб, сом и костур. В гората се намира ловна хижа с бивак и чешма на ловно-рибарската дружинка.